# How Sweet
"How Sweet"은 대한민국 걸 그룹 NewJeans의 두 번째 싱글 음반인 동명의 음반에 수록된 곡이다. 2024년 5월 24일 ADOR에 의해 A면과 B면 수록곡인 "Bubble Gum"과 함께 발매되었다. 뉴진스는 2024년 4월, 일본 광고 및 TV 프로그램에 수록곡의 일본어 버전을 포함한 "Bubble Gum"의 뮤직 비디오를 유튜브에 공개하면서 싱글 홍보를 시작했으며, 대한민국에서는 음악 쇼와 버라이어티 쇼에 출연했다. 이 싱글 음반은 대한민국에서 1위를 차지했다. 이 곡은 마이애미 베이스와 일렉트로팝 곡으로 묘사되었다.

## 배경 및 구성
NewJeans는 2022년 하이브의 자회사 레이블인 ADOR에서 데뷔했으며, 2023년 EP Get Up은 그룹의 첫 진입이자 US 빌보드 200에서 첫 1위를 차지했다. 2백만 장 이상 판매된 Get Up은 뉴진스를 올해 가장 두드러진 국제 음악 활동 중 하나로 자리매김하게 했다. 여러 출판물에서 이를 올해 최고의 음악 발매작 중 하나로 선정했다. 2024년 4월, 민희진의 레이블 내 권한을 둘러싼 하이브와 ADOR의 민희진 CEO 간의 분쟁이 널리 알려졌다. 논란 속에서도 뉴진스는 이전에 발표되었던 다음 싱글 "How Sweet"을 발매했다.
ADOR의 보도 자료에 따르면, "How Sweet"은 마이애미 베이스 곡이다. NME는 이 트랙이 "뉴진스가 마이애미 베이스를 가지고 노는 것을 보여준다"고 썼다. 그들은 계속해서 Y2K 사운드를 재해석하여 그들만의 "매혹적인 주문"으로 변모시킨다. Nylon은 프로덕션이 "활기찬 일렉트로클래시를 풍긴다"고 평가했다. 빌보드는 이 곡을 일렉트로팝으로 묘사했다. 가사적으로는 관계에 대한 "재치 있는 접근"으로 알려진 그룹이 "How Sweet"에서도 그들의 스타일을 유지하며 자기애에 초점을 맞춘 또 다른 트랙을 선보인다.

## 발매 및 홍보
2024년 3월 27일, ADOR는 뉴진스가 일본에서 팬 미팅을 개최하고 2024년에 두 장의 더블 싱글을 발매할 것이라고 발표했다. 5월 24일에는 "How Sweet"과 "Bubble Gum"을, 6월 21일에는 "Supernatural"과 "Right Now"를 발매한다. ADOR는 뉴진스가 일본어 첫 곡인 "Supernatural" 발매로 일본 음악 시장에 데뷔할 예정이며, "How Sweet"과 "Bubble Gum"은 대한민국에서 홍보에 집중할 것이라고 밝혔다. 싱글 발표와 함께 ADOR는 뉴진스가 2024년 하반기에 앨범을 발매하고 2025년에 전 세계 투어를 시작할 것이라고 밝혔다. 이 보도 자료로 인해 하이브의 일일 시가총액은 약 ₩1조원 가까이 증가했다. 2024년 4월, ADOR는 멤버 혜인이 부상 회복을 위해 홍보 활동에 참여하지 않을 것이라고 발표했다.
CD 싱글은 2024년 4월 26일 바이닐 LP 크기 버전과 위버스 독점 버전의 두 가지 실물 형태로 선주문이 가능해졌다. CD와 함께 제공되는 추가 품목에는 멤버 인터뷰가 담긴 책, 포토북, 스티커, 포스터, 포토카드, 엽서 등이 포함된다. 2024년 5월, 뉴진스는 대한민국 음악 쇼인 뮤직뱅크, 그리고 버라이어티 쇼인 1박 2일과 박명수의 유튜브 웹 쇼 등에 출연하기 시작했다. 뉴진스는 2024년 6월 2일 K-웨이브 콘서트 인기가요에서 공연했다. 이 싱글 음반은 대한민국에서 1위를 차지했다.

## 평가
NME의 타시아 아시스는 그룹의 시그니처 스타일 유지를 칭찬하며, Y2K 영향과 신선한 요소를 조화시켰다고 평했다. 아시스는 이 곡이 디스코그래피에 안전하고 심지어 미지근한 추가처럼 느껴진다고 시사한다. 이 곡은 즐거움을 주고 이전 작업과 잘 어울리지만, Hype Boy나 Ditto와 같은 이전 싱글의 혁신과 영향력이 부족하다고 말한다. 제프 벤자민은 이 곡을 "2024년 현재까지의 최고의 K팝 노래 20곡" 목록에 포함시켰다. 그는 이 곡을 시원하고 여름 같은 분위기를 가진 상쾌한 이별 찬가로 칭찬하며, 그룹의 하모니와 곡이 들을수록 더 매력적으로 변하는 방식을 강조했다. "How Sweet"은 더 페이더가 선정한 2024년 최고의 노래 목록에서 35위에 올랐다.

### 수상 내역
| 프로그램     | 날짜            | Ref.   |
| ------------ | --------------- | ------ |
| 쇼 챔피언    | 2024년 5월 29일 | [ 19 ] |
| 뮤직뱅크     | 2024년 5월 31일 | [ 20 ] |
| 쇼! 음악중심 | 2024년 6월 8일  | [ 21 ] |
| 쇼! 음악중심 | 2024년 6월 15일 | [ 22 ] |
| 쇼! 음악중심 | 2024년 6월 22일 | [ 23 ] |

## 곡 목록
모든 트랙은 250이 편곡했다.
| #            | 제목                          | 작사                                                                            | 작곡                                     | 재생 시간 |
| ------------ | ----------------------------- | ------------------------------------------------------------------------------- | ---------------------------------------- | --------- |
| 1.           | 〈How Sweet〉                 | 지지 사라 애런스 엘비라 안데르피아르드 오스카 셸러 스텔라 베넷 토브 버먼 다니엘 | 250 애런스 안데르피아르드 셸러 베넷 버먼 | 3:39      |
| 2.           | 〈Bubble Gum〉                | 지지 오스카 벨 소피 시몬스                                                      | 250 벨 시몬스                            | 3:20      |
| 3.           | 〈How Sweet〉 (인스트루멘탈)  |                                                                                 | 250 애런스 안데르피아르드 셸러 베넷 버먼 | 3:39      |
| 4.           | 〈Bubble Gum〉 (인스트루멘탈) |                                                                                 | 250 벨 시몬스                            | 3:20      |
| 총 재생 시간 | 총 재생 시간                  | 총 재생 시간                                                                    | 총 재생 시간                             | 13:58     |

## 차트
| 차트 (2024)                               | 최고 순위 |
| ----------------------------------------- | --------- |
| 아르헨티나 (아르헨티나 핫 100)            | 79        |
| 오스트레일리아 (ARIA)                     | 87        |
| 67                                        |           |
| 크로아티아 인터내셔널 앨범 (HDU)          | 9         |
| 15                                        |           |
| 홍콩 (빌보드)                             | 1         |
| 14                                        |           |
| 6                                         |           |
| 일본 합산 싱글 (오리콘)                   | 6         |
| 말레이시아 (빌보드)                       | 10        |
| 말레이시아 인터내셔널 (RIM)               | 7         |
| 네덜란드 (글로벌 탑 40)                   | 17        |
| 뉴질랜드 핫 싱글 (RMNZ)                   | 4         |
| 나이지리아 앨범 (TurnTable)               | 38        |
| 싱가포르 (RIAS)                           | 5         |
| 대한민국 (써클)                           | 2         |
| 대한민국 앨범 (써클)                      | 1         |
| 스웨덴 실물 앨범 (스베리예토프리스탄)     | 20        |
| 타이완 (빌보드)                           | 1         |
| 25                                        |           |
| 영국 싱글 판매 (OCC)                      | 27        |
| 미국 버블링 언더 핫 100 싱글 (《빌보드》) | 12        |
| 미국 월드 디지털 송 세일즈 (빌보드)       | 4         |

| 차트 (2024)          | 순위 |
| -------------------- | ---- |
| 일본 (오리콘)        | 16   |
| 대한민국 (써클)      | 2    |
| 대한민국 앨범 (써클) | 3    |

| 차트 (2024)          | 순위 |
| -------------------- | ---- |
| 일본 (오리콘)        | 90   |
| 대한민국 (써클)      | 9    |
| 대한민국 앨범 (써클) | 23   |

## 인증
| 국가                                                     | 인증     | 판매량/출하량 |
| -------------------------------------------------------- | -------- | ------------- |
| 대한민국 (KMCA)                                          | 밀리언   | 1,000,000^    |
| 대한민국 (KMCA) 위버스 앨범 버전                         | 플래티넘 | 250,000^      |
| 스트리밍                                                 |          |               |
| 일본 (RIAJ)                                              | 골드     | 50,000,000    |
| ^출하량을 기반으로 한 인증 · 스트리밍을 기반으로 한 인증 |          |               |

## 발매 역사
| 지역     | 날짜            | 형식                     | 레이블    | Ref.   |
| -------- | --------------- | ------------------------ | --------- | ------ |
| 다양한   | 2024년 5월 24일 | 디지털 다운로드 스트리밍 | ADOR      | [ 9 ]  |
| 대한민국 | 2024년 5월 24일 | CD                       | ADOR      | [ 9 ]  |
| 미국     | 2024년 5월 24일 | CD                       | ADOR 게펀 | [ 51 ] |